# 葦笛るか
葦笛 るか（あしぶえ るか、1958年11月29日 - ）は日本の女優。宝塚歌劇団卒業生。東京都調布市出身。

## 略歴
- 母は宝塚歌劇団卒業生（31期生）の千代薫。伯母も宝塚歌劇団卒業生（27期生）で女優の大路三千緒。
- 恵泉女学園高等学校を中退し、1975年宝塚音楽学校に入学。
- 1977年宝塚歌劇団へ63期生として入団。月組公演『風と共に去りぬ』で初舞台を踏む。同期には元花組トップ娘役の美雪花代などがいる。

9月、関西テレビの番組「ザ・タカラヅカ」に出演するユニット「バンビーズ」の14期生に選ばれる。翌年9月まで、週1回レギュラー出演することになる。
- 1978年、月組に配属される。
- 1979年、宝塚バウホール公演『ロミオとジュリエット』のジュリエット役に抜擢される（ロミオ役は大地真央）。
- 1980年、在籍わずか3年で宝塚歌劇団を退団。
- 現在は女優として活躍しながら、宝塚大劇場近くでジュエリー・宝塚関連オリジナル商品・輸入玩具の販売店を経営している。
- 母の千代薫が、2020年9月に91歳で死去。

## テレビドラマ
- わたしは海
- 吉宗評判記 暴れん坊将軍　第85話 富士がみていたあばれ槍　お珠役
- 名奉行 遠山の金さん
- いのちの現場から3
- 夜会の果て
- おかみさんドスコイ!!
- 風のハルカ